# Gare de Fertőszéplak-Fertőd
La gare de Fertőszéplak-Fertőd (en hongrois : Fertőszéplak-Fertőd vasútállomás) est une halte ferroviaire hongroise, située à Fertőd.